# HMS E24
Pour les articles homonymes, voir E24.
Le HMS E24 est un sous-marin britannique de classe E construit pour la Royal Navy par Vickers à Barrow-in-Furness. Il est lancé le 9 décembre 1915 et mis en service le 9 janvier 1916. Le E24 était un sous-marin mouilleur de mines.
Le E24 a été coulé par mine au large de la baie de Heligoland le 24 mars 1916. Une opération de renflouement a été tentée en 1973 car on croyait qu’il s’agissait d’un sous-marin allemand.

## Conception
Comme tous les sous-marins de la classe E postérieurs au E8, le E24 avait un déplacement de 662 tonnes en surface et de 807 tonnes en immersion. Il avait une longueur totale de 55 m et un maître-bau de 6,92 m. Il était propulsé par deux moteurs Diesel Vickers huit cylindres à deux temps de 800 chevaux (600 kW) et moteurs électriques deux moteurs électriques de 420 chevaux (310 kW),.
Le sous-marin avait une vitesse maximale de 16 nœuds (30 km/h) en surface et de 10 nœuds (19 km/h) en immersion. Les sous-marins britanniques de la classe E avaient une capacité en carburant de 50 tonnes de gazole, et une autonomie de 2 829 milles marins (5 238 km) lorsqu’ils faisaient route à 10 nœuds (19 km/h). Ils pouvaient naviguer sous l’eau pendant cinq heures en se déplaçant à 5 nœuds (9,3 km/h).
Le E24 était armé d’un canon de pont de 2 livres, monté vers l’avant du kiosque. Il avait cinq tubes lance-torpilles de 18 pouces (457 mm), deux à l’avant, un de chaque côté à mi-longueur du navire et un à l’arrière. Au total, 10 torpilles étaient emportées à bord.
Les sous-marins de la classe E avaient la télégraphie sans fil d’une puissance nominale de 1 kilowatt. Sur certains sous-marins, ces systèmes ont par la suite été mis à niveau à 3 kilowatts en retirant un tube lance-torpilles du milieu du navire. Leur profondeur maximale de plongée théorique était de 100 pieds (30 mètres). Cependant, en service, certaines unités ont atteint des profondeurs supérieures à 200 pieds (61 mètres). Certains sous-marins contenaient des oscillateurs Fessenden.
Leur équipage était composé de trois officiers et 28 hommes.

## Perte

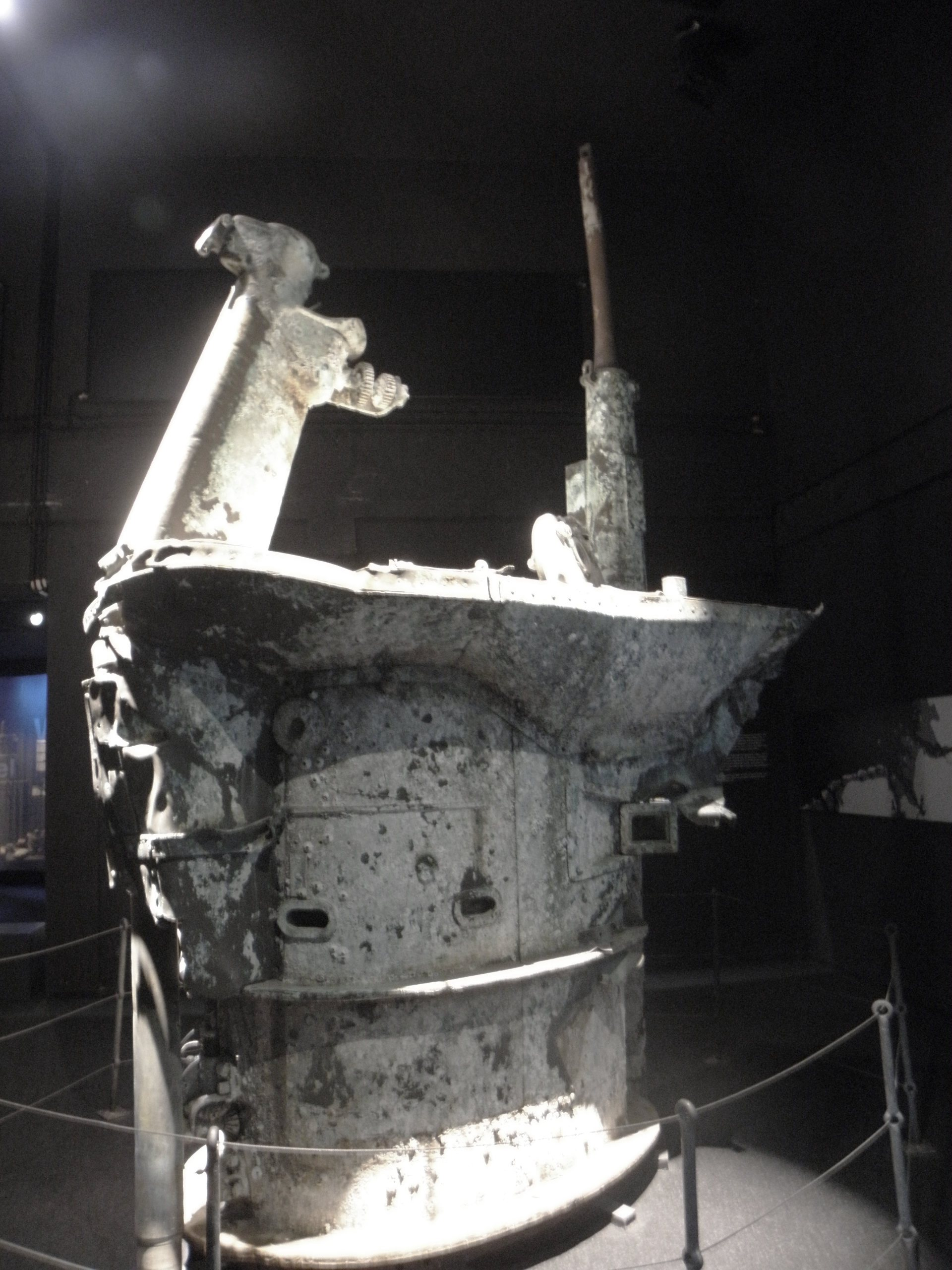
Le kiosque du E24 dans le musée des épaves à Cuxhaven.

Au moment de sa perte, le E24 appartenait à la 9e Flottille basée à Harwich. Il a été le deuxième navire de classe E à être converti en mouilleur de mines. Le E24 quitte Harwich au matin du 21 mars 1916 pour poser des mines dans la baie de Heligoland. Tard dans la nuit, il a émis un rapport donnant sa position. Son commandant, le lieutenant commander Naper, reçut l’ordre d’entrer dans la baie dans l’obscurité en surface par le banc d'Amrum. Une fois en position, il devait poser des mines dans une disposition en zigzag. Comme il était connu que les Allemands avaient eux aussi posé des mines au large d’Ameland, Naper reçut l’ordre de rentrer par la même route qu’à l’aller. Le E24 ne rentra pas de sa mission et fut enregistré comme disparu le 24 mars 1916.

## Récupération
En 1973, des plongeurs à la recherche d’un U-boot de la Seconde Guerre mondiale ont repêché des sections d’une épave de sous-marin coulé par mine, y compris le kiosque. Le bateau a été remorqué jusqu’à Cuxhaven où l’épave a été identifiée comme un navire de classe E britannique, plutôt qu’un sous-marin allemand. Le gouvernement allemand a alors informé l’Amirauté britannique.
.

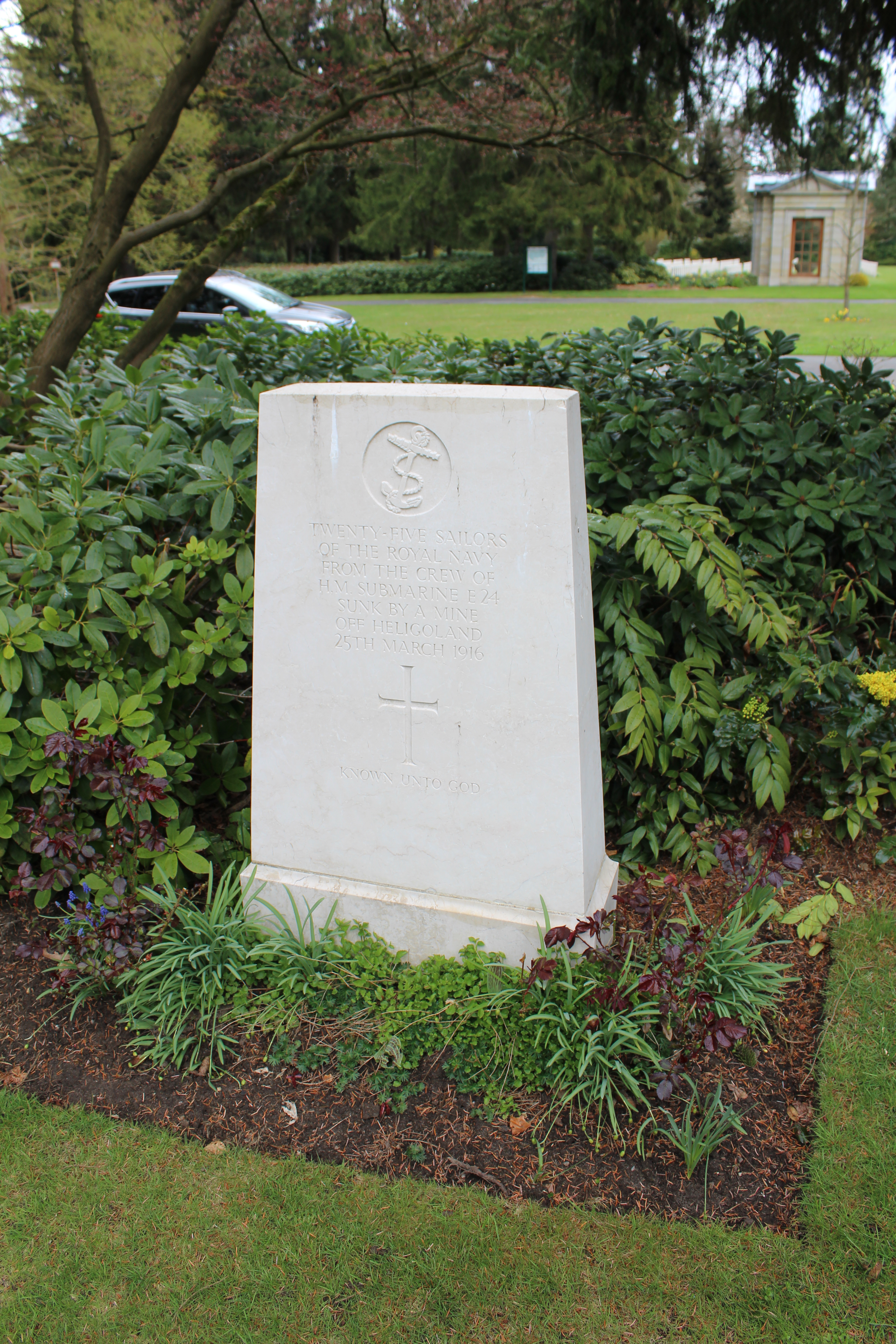
Monument à l’équipage du E24 au cimetière de la Commonwealth War Graves Commission de Hambourg

Les restes humains trouvés dans l’épave sont enterrés dans le cimetière d'Ohlsdorf à Hambourg. Le commandant du E24 est enterré dans une tombe séparée des autres. Le lieutenant commander Naper a été identifié grâce aux galons sur la manche de sa veste d’uniforme, et le fait que son squelette était haut de 1.80 mètre. Tous les crânes trouvés dans le bateau étaient disposés en forme de pyramide. En effet, l’épave était inclinée avec un angle important vers le bas, ce qui a fait qu’avec le temps les têtes se sont détachées des corps et ont roulé sur la pente jusqu’à se retrouver dans cette disposition. Trois corps ont été retrouvés gisant sous le plancher du compartiment des batteries, directement sur les batteries, les bras croisés. Ils sont peut-être morts avant le reste de l’équipage, des effets du gaz de chlore dégagé par les batteries quand elles sont en contact avec de l’eau de mer. Des objets trouvés dans le E24 et des souvenirs de son équipage, tels que des pipes appartenant à Naper, une bouteille de liqueur de mûres, le sextant, un pistolet lance-fusées et des bottes sont exposés à Cuxhaven, tout comme le kiosque et les hélices du sous-marin.